# روبرت لومبارد
روبرت لومبارد (بالفرنسية: Robert Lombard)‏ (و. 1921 – 2003 م) هو ممثل، من فرنسا، توفي في باريس، عن عمر يناهز 82 عاماً.

## وصلات خارجية
- روبرت لومبارد على موقع IMDb (الإنجليزية)
- روبرت لومبارد على موقع ألو سيني (الفرنسية)
- روبرت لومبارد على موقع أول موفي (الإنجليزية)
- روبرت لومبارد على موقع قاعدة بيانات الأفلام السويدية (السويدية)
- روبرت لومبارد على موقع قاعدة بيانات الفيلم (الإنجليزية)
- روبرت لومبارد على موقع كينوبويسك (الروسية)